# Rathaus (Mönchberg)

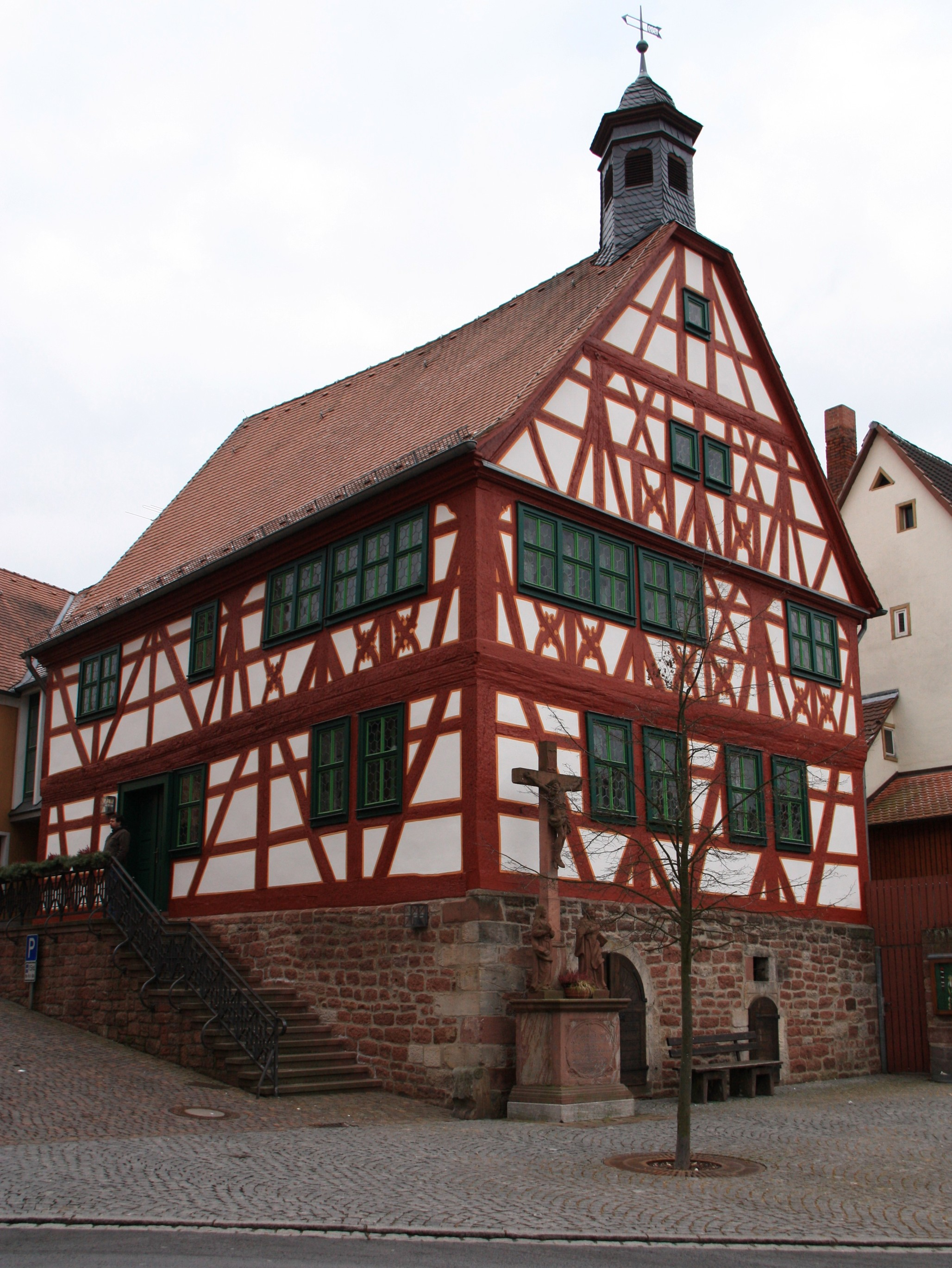
Rathaus in Mönchberg

Das Rathaus in Mönchberg, einer Marktgemeinde im unterfränkischen Landkreis Miltenberg in Bayern, wurde 1607 errichtet. Das Rathaus in Ecklage an der Hauptstraße 42 ist ein geschütztes Baudenkmal.
Das zweigeschossige reich gestaltete Zierfachwerkhaus mit Andreaskreuzen und Mannfiguren über massivem unverputztem Kellergeschoss mit Freitreppe hat eine Giebelfassade mit Krüppelwalm und verschiefertem achteckigen Dachreiter mit Glockendach.